# イマードゥッディーン・ライハーン
イマードゥッディーン・ライハーン（ラテン文字表記：Imaduddin Raihan, ? - 1255年）は、北インドのデリー・スルターン朝、奴隷王朝の貴族。トルコ系ではなくインド人ムスリムであった。

## 生涯
1246年、ナーシルッディーン・マフムード・シャーが王位を継承すると、チャハルガーニーの一人で有力な貴族ギヤースッディーン・バルバンが摂政、国軍司令官として権力を握った。バルバンのが権力が増大するにつれ、多くのトルコ系貴族が宮廷から追放されたため、バルバンに匹敵する強力なインド人貴族イマードゥッディーン・ライハーンを中心に陰謀が張り巡らされた。
1253年、マフムード・シャーはライハーンの助力を得て、バルバンを宮廷から排除し、デリーから自身のイクターに追いやった。その後、ライハーンはバルバンに代わり、摂政の地位に任命された。
だが、1254年になり、トルコ系士官らが反乱を起こしてデリーを包囲すると、バルバンは自身のイクターからデリーに戻った。彼は敵対者数人を味方に引き込んでいたばかりか、パンジャーブの広域に侵入していたモンゴル人とも接触を持っていたとされる。
バルバンは政権復帰の交渉を行って復帰し、ライハーンはマフムード・シャーによって地位から退けられ、自身のバダーウーン のイクターに追いやられた。
1255年、ライハーンのもとに軍隊が送られ、敗れて殺害された。